# Feldespat
Els feldespats són un grup de minerals molt abundants a l'escorça terrestre, ja que conformen aproximadament el 60% de les roques terrestres. El nom de feldespat deriva de les paraules alemanyes Feld, "camp", i Spat ", "làmina". Els feldespats són presents al granit, essent el mineral més meteoritzable dels que formen aquesta roca, l'alteració del qual dona lloc a la transformació del granit en sauló.

## Formació
Generalment, els feldespats s'originen a alta temperatura amb estructures desordenades passant, per refredament, a un estat més ordenat de menor temperatura. Tal és el cas dels polimorfs sanidina (d'alta temperatura), ortoclasa (intermèdia) i microclina (de baixa temperatura).

## Propietats
Els feldespats solen presentar una bona exfoliació en dues direccions formant angles de 90°. La duresa dels minerals d'aquest grup és aproximadament 6 i el seu pes específic varia entre 2,55 i 2.76 amb excepció dels feldespats de bari, més pesats. Pertanyen a la subclasse dels tectosilicats, dins dels silicats.
Els minerals d'aquest grup responen a la fórmula general XZ₄O₈, sent:
- X: Ba, Ca, K, Na, NH₄, Sr
- Z: Al, B, Si

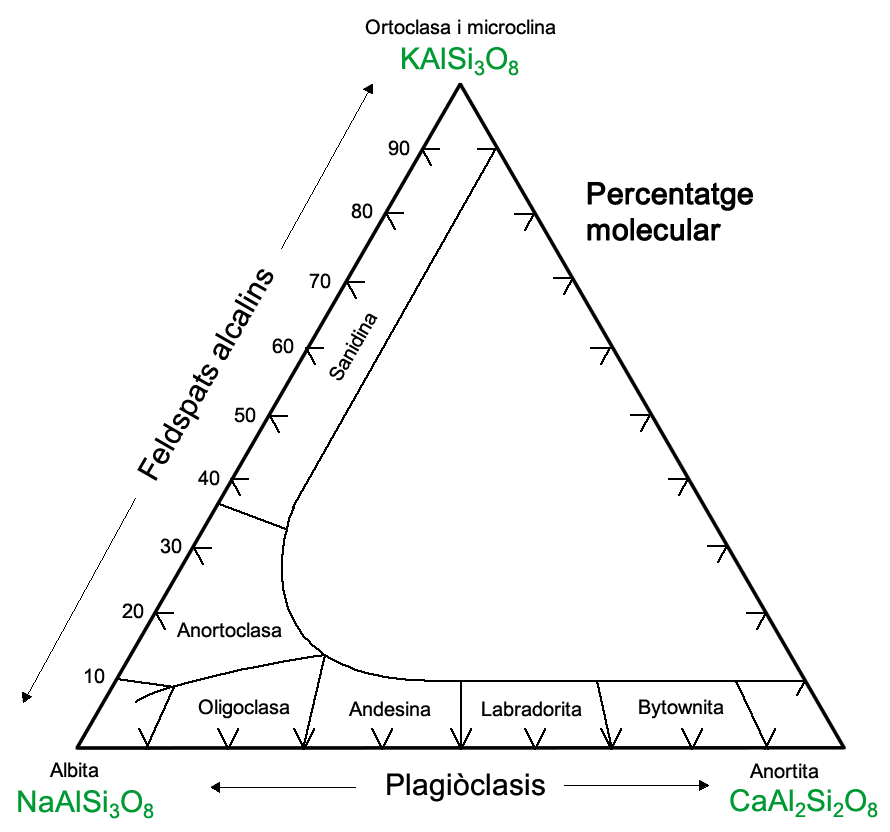
Sistema ternari dels feldespats

La composició dels feldespats més comuns es pot expressar en funció del sistema ternari: ortoclasa (KAlSi₃O₈) - albita (NaAlSi₃O₈) - anortita (CaAl₂Si₂O₈), és a dir, tots els minerals d'aquest grup són solucions sòlides de l'ortoclasa, l'albita i l'anortita.
El grup del feldespat està format per dos grups: el grup dels feldespats alcalins i el grup de les plagiòclasi. Els feldespats alcalins inclouen els feldespats potàssics: microclina, sanidina i ortoclasa.
| Feldespats alcalins |                  |
| Espècie             | Fórmula          |
| Anortoclasa         | (Na,K)AlSi₃O₈    |
| Ferrisanidina       | K[Fe³⁺Si₃O₈]     |
| Microclina          | KAlSi₃O₈         |
| Ortoclasa           | KAlSi₃O₈         |
| Rubiclina           | Rb(AlSi₃O₈)      |
| Sanidina            | (K,Na)(Si,Al)₄O₈ |

| Plagiòclasi |              |
| Espècie     | Fórmula      |
| Albita      | NaAlSi₃O₈    |
| Anortita    | Ca(Al₂Si₂O₈) |

A més, també n'hi ha fins a dotze altres espècies no englobades dins d'aquests dos grups: banalsita, buddingtonita, celsiana, estronalsita, filatovita, hexacelsiana, kokchetavita, kumdykolita, paracelsiana, reedmergnerita, slawsonita i svyatoslavita.
| Espècie        | Fórmula             |
| -------------- | ------------------- |
| Banalsita      | Na₂BaAl₄Si₄O₁₆      |
| Buddingtonita  | (NH₄)(AlSi₃)O₈      |
| Celsiana       | Ba(Al₂Si₂O₈)        |
| Estronalsita   | Na₂SrAl₄Si₄O₁₆      |
| Filatovita     | K(Al,Zn)₂(As,Si)₂O₈ |
| Hexacelsiana   | BaAl₂Si₂O₈          |
| Kokchetavita   | K(AlSi₃O₈)          |
| Kumdykolita    | Na(AlSi₃O₈)         |
| Paracelsiana   | Ba(Al₂Si₂O₈)        |
| Reedmergnerita | NaBSi₃O₈            |
| Slawsonita     | Sr(Al₂Si₂O₈)        |
| Svyatoslavita  | Ca(Al₂Si₂O₈)        |

Els feldespats potàssics es presenten en formes diferents, i llurs propietats òptiques i físiques tenen diferències graduals. Les plagiòclasis són mescles d'albita i anortita i constitueixen una sèrie completa, des de l'albita pura fins a l'anortita pura.
La cristal·lització és molt variada dins aquest grup: la banalsita, l'estronalsita i la kumdykolita cristal·litzen en el sistema ortoròmbic;, l'hexacelsiana i la kokchetavita cristal·litzen en el sistema hexagonal; l'albita, l'anortita, l'anortoclasa, la microclina i la reedmergnerita cristal·litzen en el sistema triclínic; mentre que la resta, la majoria, ho fan en el sistema monoclínic.